# 吹野安
吹野 安（ふきの やすし、1932年2月20日 - 2015年2月1日）は、日本の漢文学者。國學院大學名誉教授。中国古典学専攻。

## 来歴
茨城県西茨城郡大原村（現・笠間市）出身。1956年國學院大學文学部中国文学科卒、1957年大東文化大学文学部中国文学科専攻科修了。1958年錦城商業高等学校教諭、1966年錦城高等学校講師、1967年相模女子大学学芸学部専任講師、1969年助教授、1971年國學院大學文学部助教授、1978年教授、1985年「中国古代中世文学発想論」で國學院大學文学博士。1997年退職、名誉教授。

## 著書
- 『中国古代文学発想論』笠間書院 1986
- 『基礎漢文問題精講』旺文社 1990
- 『罅割れた器 言霊のさけび』明德出版社 2012（自伝）
- 『飛翔への凸凹路』明徳出版社 2012（自伝続編）
- 『憂う！わが国の文教政策』明徳出版社、2014

### 古典編訳
- 『新選史伝 史記・十八史略・日本外史』編 武蔵野書院 武蔵野新書 1963
- 『新選文苑 記・序・説・伝・書・辞賦・小説』武蔵野書院 武蔵野新書 1965
- 『必修論語新釈』笠間書院 1966
- 『漢文演習』全3巻 編 笠間書院 1967
- 『唐代絶句律詩選』編 笠間書院 1967
- 『必修漢詩新釈』笠間書院 1967
- 『唐代詩選』編　笠間書院、1968
- 『論語精釈 文法詳解』加藤中道館 1969
- 『史記・十八史略演習』編 笠間書院 1970
- 『史記・十八史略新釈』笠間書院 1970
- 『論語』笠間書院 1986
- 『四字熟語新辞典 文章・会話のキーワード』編 旺文社 1990
- 『楚辞集注全注釈 1 (離騒)』明徳出版社 2004
- 『楚辞集注全注釈 2 (九歌)』明徳出版社 2005
- 『楚辞集注全注釈 4　九章』明徳出版社 2011
- 『楚辞集注全注釈 3 (天問)』明徳出版社 2011
- 『楚辞集注全注釈 6 (九辯)』明徳出版社 2012
- 『楚辞集注全注釈 5 (遠遊・卜居・漁父)』明德出版社 2012
- 『楚辞集注全注釈 7 (招魂 大招)』明德出版社 2013
- 『楚辞集注全注釈 8 (惜誓・弔屈原・服賦・哀時命・招隠士)』明德出版社 2013

### 共編著
- 『論語集註』朱熹集註 真田但馬共編　笠間書院 1968
- 『漢文法の基礎』小笠原博慧共著 笠間書院 1969
- 『朱熹詩集伝全注釈』全9巻　石本道明共著 明徳出版社 1996-1999
- 『漢文の語法と故事成語 増補改訂』小笠原博慧共著 笠間書院 1981
- 『孔子全書 論語』全10巻　石本道明共著 明徳出版社 1999-2006
- 『孔子全書　史記 1・2』 石本道明共著 明徳出版社 2007-2008
- 『孔子全書 13 孔子家語 1』石本道明共著 明徳出版社 2014
- 『楚辞後語全注釈 1』宮内克浩共著 明德出版社 2014

## 論文
- Cinii

## 吹野博士記念賞
吹野安の中国学に関する学績を記念し、吹野の意志に基づき、学術奨励のために平成10（2008）年度から設置された。授与は学校法人國學院大學。
| 授与年度           | 受賞者（受賞時の肩書）         | 受賞業績                                                                                      |
| ------------------ | ------------------------------ | --------------------------------------------------------------------------------------------- |
| 平成16（2004）年度 | 赤井益久（國學院大學教授）     | 『中唐詩壇の研究』（創文社東洋学叢書、ISBN 978-4-423-19259-7、2004年9月発行）                 |
| 平成17（2005）年度 | 浅野春二（國學院大學助教授）   | 『台湾における道教儀礼の研究』（笠間書院笠間叢書、ISBN 4-305-10360-5、2005年11月発行）        |
| 平成27（2015）年度 | 青木洋司（國學院大學兼任講師） | 『宋代における『尚書』解釈の基礎的研究』（明徳出版社、ISBN 978-4-89619-967-3、2015年1月発売） |